# Virginia (Minnesota)
Virginia è una città degli Stati Uniti d'America, situata in Minnesota, nella Contea di St. Louis.